# Dead Ends and Girlfriends
Dead Ends and Girlfriends è il primo album in studio del gruppo punk rock statunitense Allister, pubblicato nel 1999.

## Tracce
Tutte le tracce sono degli Allister tranne dove indicato.
1. Jimmy's Dreamgirl – 1:24
2. Residential Burglary – 1:37
3. Moper – 2:19
4. Jacob Thinks I'm Gay – 2:28
5. It's Just Me – 2:28
6. Miz (Kevin Doss, Humdingers) – 1:50
7. Moon Lake Village – 1:43
8. I Told You So – 1:55
9. Timing – 3:18
10. Friday Night – 2:27
11. Chasing Amy – 2:04
12. Boysenberry – 1:58
13. Fraggle Rawk (Phillip Balsam, Dennis Lee) – 1:19
14. Pictures – 2:21
15. Love Song – 0:18
16. I Want It That Way (Andreas Carlsson, Max Martin) – 2:22

## Formazione
- Johnny Hamada – chitarra, voce
- Tim Rogner – batteria, voce
- Eric "Skippy" Mueller – chitarra, voce
- Scott Murphy – basso, voce